# 수상 스포츠
수상 스포츠(水上 sports)는 물에서 하는 스포츠의 총칭이다. 또한 워터 스포츠(Water Sports)라고도 한다.
수영, 수구, 조정, 카누가 있고 요트와 같이 바다에서 하는 종목도 있다.